# (5284) Orsilocus
(5284) Orsilocus (1989 CK2) – planetoida z grupy trojańczyków okrążająca Słońce w ciągu 11,92 lat w średniej odległości 5,22 j.a. Odkryta 1 lutego 1989 roku.